# Smithsonius striatus
Smithsonius striatus är en mossdjursart som först beskrevs av Canu och Bassler 1930.  Smithsonius striatus ingår i släktet Smithsonius och familjen Bifaxariidae. Inga underarter finns listade i Catalogue of Life.